# Баксанская ГЭС
Бакса́нская гидроэлектроста́нция — ГЭС на реке Баксан в Баксанском районе Кабардино-Балкарии, в селе Атажукино. Построенная по плану ГОЭЛРО, Баксанская ГЭС является одной из старейших гидроэлектростанций России. Станция сильно пострадала в ходе Великой Отечественной войны, будучи подорванной сначала советскими, а затем и немецкими войсками, но была в короткие сроки восстановлена. До конца 1950-х годов Баксанская ГЭС являлась основной электростанцией энергосистем Ставропольского края и Кабардино-Балкарии. 21 июля 2010 года станция была выведена из строя в результате диверсии и к декабрю 2012 года была полностью восстановлена и реконструирована.

## Описание сооружений
Баксанская ГЭС является типичной деривационной гидроэлектростанцией с безнапорной подводящей деривацией, выполненной в виде каналов и тоннелей. Конструктивно ГЭС представляет собой сложный гидротехнический комплекс протяженностью порядка 10 км, разделяющийся на три части: головной узел, деривацию и напорно-станционный узел. Установленная мощность ГЭС — 27 МВт, среднегодовая выработка — 144 (до реконструкции — 108) млн кВт·ч.

### Головной узел
Головной узел Баксанской ГЭС служит для забора воды в деривацию, очистки её от наносов, а также для сброса излишков воды в период паводков и санитарного попуска в остальное время года в нижний бьеф. Расположен на реке Баксан в селе Заюково, грунтами основания являются чередующиеся слои мергелей и известняков. Состоит из водосливной плотины, сифонного водосброса и отстойника. Координаты головного узла — 43°36′20″ с. ш. 43°18′20″ в. д.
Водосливная плотина — бетонная, длиной 64,7 м и высотой 5,5 м. Плотина оборудована 2 водосбросными пролётами шириной по 18 м, которые могут пропустить расход воды в объёме 700 м³/с (при НПУ). Пролёты перекрываются цилиндрическими (вальцовыми) затворами размером 18 × 5,5 м. Помимо пролётов, плотина оборудована вспомогательным водосбросом для санитарного пропуска (переоборудованным из шугосброса), пропускной способностью 5 м³/с. Гашение энергии сбрасываемой воды производится в водобойном колодце. Сифонный водосброс примыкает к плотине с правого берега, имеет три рукава с общей пропускной способностью 30 м³/с.
Непосредственно к водосливной плотине примыкает водозаборное сооружение, совмещённое с отстойником, осуществляющее забор воды в деривацию и очистку её от наносов. Отстойник трёхкамерный, непрерывного действия, с промывной галереей. Длина камер 70 м, ширина камер в верхней части 14,46 м, в нижней 14,08 м, объём 14 700 м³, расход воды промыва 18 м³/с. Водоприёмных отверстий шесть, размером 5,6 × 2,75 м каждое, перекрываются колёсными затворами, расчётный расход воды через отверстия — 35 м³/с. За отстойником располагаются шлюз-регулятор с шестью сегментными затворами размером 5,6 × 1 м каждый и аванкамера с промывными галереями, служащая для очистки отстойника от наносов и подачи осветлённой воды в деривацию. Перед отстойником находится сороудерживающее сооружение с восемью пролётами.
Напорные сооружения головного узла образуют небольшое водохранилище площадью около 2100 м² и объёмом 60 тыс. м³, отметка нормального подпорного уровня (НПУ) — 654,02 м.

### Деривация
Деривация Баксанской ГЭС безнапорная, длиной 10 000 м и пропускной способностью 35 м³/сек, служит для отвода стока реки к зданию ГЭС и создания напора на гидроагрегатах. Состоит из открытой (деривационный канал длиной 6519 м) и закрытой (деривационные тоннели и акведуки общей длиной 3303 м и 178 м соответственно) частей. Деривация проложена по левобережным надпойменным террасам реки Баксан, в сложных топографических и геологических условиях — по трассе деривации встречаются галечниковые и гравийные грунты, суглинки, супеси, лёссовидные и майкопские глины, мергели, туфоконгломераты, туфогравелиты и другие породы.
Большая часть деривации выполнена в виде деривационного канала с железобетонной облицовкой общей длиной 6519 м, разделяющегося тоннелями на три участка. Трасса канала проходит по северной окраине села Заюково и по самому селу. Первые 2486 м (ПК 0 — ПК 24+86) деривационный канал проходит в открытой выемке и частично с односторонней подпорной стенкой по первой и второй надпойменным террасам долины реки Баксан, затем на протяжении 711 м (ПК 24+86 — ПК 31+97), до косогора, — в двухсторонних дамбах высотой до 9 м. Канал в дамбах протрассирован в обход (на расстоянии до 100 м) от оползневого участка, и по проектной документации он именуется обходным каналом. Далее, на косогорном участке канал выполнен в полувыемке — полунасыпи: в начале, на длине 235,5 м (ПК 32+09 — ПК 34+44,5) — с правой односторонней подпорной стенкой, а в дальнейшем, на длине 536 м — с односторонней правой дамбой высотой 2—3 м. Общая длина канала на косогорном участке (включая сопряжения) составляет 806 м.
От ПК 40+03 до ПК 43+24,83 деривация пересекает тоннелем № 1 длиной 321,83 м участок «южного» оползня, после чего переходит в открытый канал и продолжается до ПК 59+55,42, где начинается тоннель № 2 длиной 827,38 м, пересекающий «северный» оползневой участок. Канал между туннелями практически по всей длине проходит в полувыемке — полунасыпи. Тоннели № 1 и № 2 имеют коробовое поперечное сечение типа Порнта. Максимальная ширина и высота сечения 5,1 м. В соответствии с проектом туннели работают в безнапорном режиме с наполнением 4 м при пропуске расчетного расхода 35 м³/с. Уклон дна туннелей — 0,00035, нормальная скорость воды 1,82 м/с. Облицовка выполнена из монолитного железобетона по всему поперечному сечению. Толщина облицовки переменная — от 0,9 до 0,45 м. От ПК 67+82,8 деривация проложена по косогору и проходит открытой выемкой (каналом) с правой односторонней дамбой высотой 3—5 м до портала тоннельного комплекса № 3 (ПК 76+67,99).
Уклон дна открытого канала составляет 0,00045, скорость течения 1,75 м/с, глубина воды при расчётном расходе — 3 м. На канале имеются следующие сооружения:
- шугосброс на ПК 10+40;
- сифонный водосброс на ПК 38+60;
- два боковых поверхностных водослива (перед тоннелем № 2 и тоннельным комплексом № 3);
- две нитки труб ливнеспуска на ПК 27+39 и ПК 30+54;
- промывники наносов (у выхода из тоннелей № 1 и № 2);
- 22 лотка-селедука, пересекающие канал от ПК 8+20 до ПК 76+00;
- три мостовых перехода, пересекающих канал на ПК 10+50, ПК 17+40, ПК 24+25.

Суммарный расчётный расход боковых водосливов — 14,5 м³/сек, расчётный расход сифонного водосброса — 23 м³/сек. Превышение порога водослива над расчётным уровнем воды составляет 0,5 м. Промывники наносов выполнены из железобетонных труб диаметром 1,5 м, перекрываемых плоскими затворами. Расчетный расход каждого промывника — 9,6 м³/сек. Расчётный расход шугосброса — 3 м³/сек. Шугосброс состоит из подходного участка, шугосбросного лотка, отводящего канала со сбросным устройством и шандорного заграждения, устанавливаемого поперёк канала на расстоянии 30 м ниже шугосбросного лотка. Ливнесбросная сеть канала состоит из нагорных, подводящих и отводящих канав (лотков). Переброска воды с твердым стоком (селя) предусмотрена над каналом с помощью 22-х лотков — селедуков. Исключение представляет участок обходного канала, где отвод ливневых вод предусмотрен под каналом двумя нитками труб ливнеспуска.
Тоннельный комплекс № 3 состоит из четырёх безнапорных тоннелей общей длиной 2154 м, между которыми (на пересечении деривации с оврагами) устроены три акведука. Тоннели имеют овоидальное поперечное сечение, максимальная ширина сечения 4 м, высота 4,5 м. Уклон дна туннелей — 0,001, нормальная скорость воды 2,78 м/с, нормальное наполнение 3,7 м. Облицовка туннелей выполнена из монолитного железобетона толщиной 0,75 — 0,51 м. Выходной портал концевого тоннеля сопрягается с напорным бассейном. Акведуки представляют собой стальные трубы диаметром 4,5 м (до реконструкции — прямоугольные железобетонные лотки), покрытые теплоизоляционным материалом и опирающиеся на массивные железобетонные устои. Акведуки № 1 и № 3 — однопролётные, акведук № 2 — трёхпролётный.

### Напорно-станционный узел

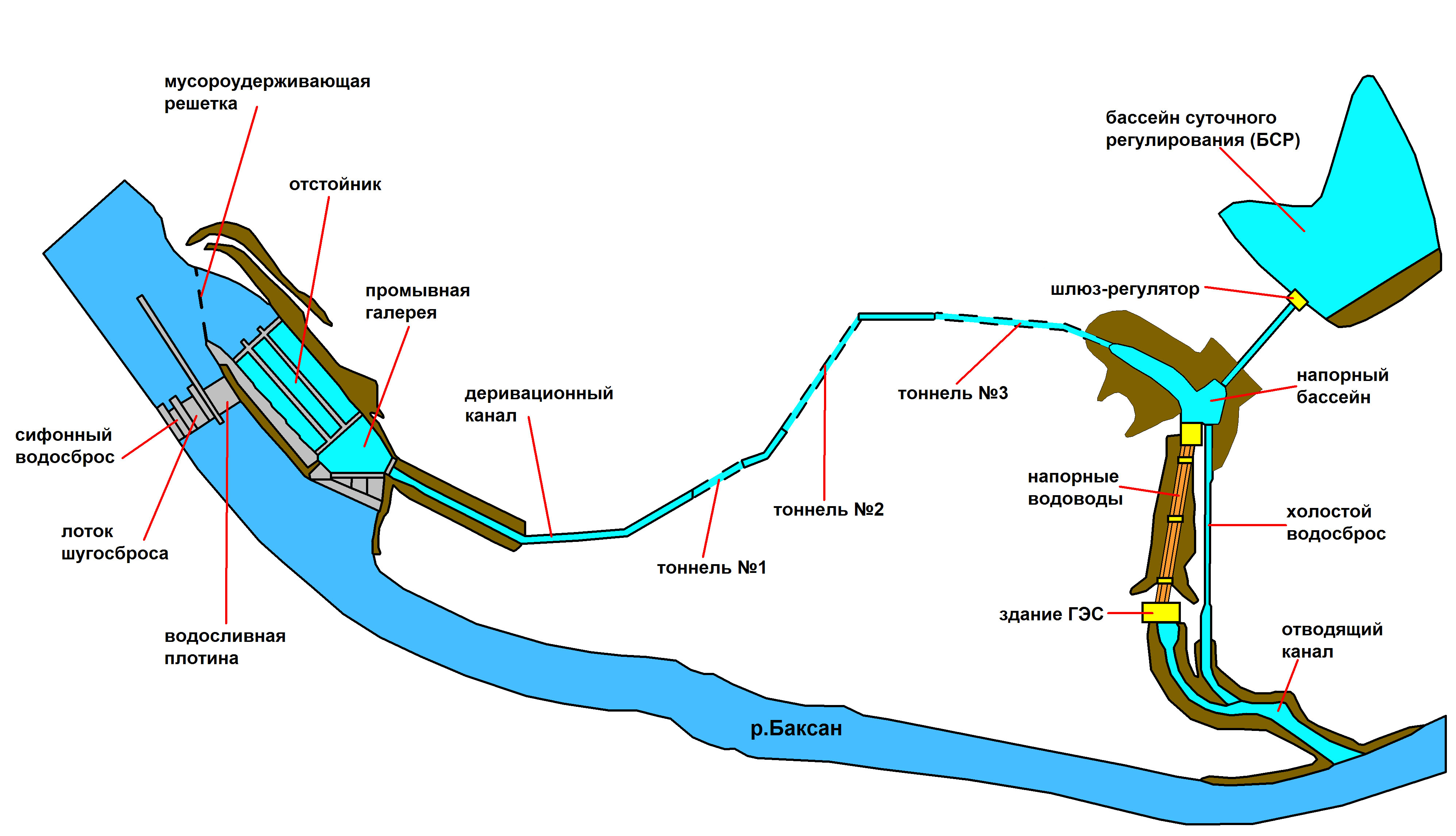
Схема Баксанской ГЭС. Масштаб не выдержан.

Напорно-станционный узел состоит из бассейна суточного регулирования, напорного бассейна, перепускного тоннеля, водозаборного устройства, напорных трубопроводов, здания ГЭС, отводящего канала и открытого распределительного устройства (ОРУ).
Бассейн суточного регулирования (БСР) служит для накопления воды с целью обеспечения работы ГЭС с максимальной загрузкой в часы пиковых нагрузок в энергосистеме, расположен на древней террасе реки Баксан, возвышающейся на 90—120 м над рекой. БСР создан расширением балки путём врезки в склоны и перекрытием её грунтовой плотиной. Полезный объём БСР составляет 150 тысяч м³, площадь водного зеркала 0,072 км². Отметка нормального подпорного уровня (НПУ) воды в БСР — 647,2 м, уровень мёртвого объёма (УМО), ниже которого сброс воды не производится — 645 м; таким образом, вода из БСР может быть сработана на 2,2 м, обеспечивая выработку 30 тысяч кВт·ч электроэнергии.
Породами склонов и днища БСР служат делювиальные лёссовидные суглинки мощностью до 14 м, перекрывающие аллювиальные отложения Бакинской террасы. Гидроизоляция дна и откосов БСР выполнена в виде глиняного экрана толщиной 0,75—0,8 м, устойчивость бортов БСР обеспечивается укреплением их булыжником. Плотина БСР насыпная, однородная, отсыпана из суглинистого грунта, с дренажной призмой из песчано-галечного грунта с трёхслойным фильтром, расположенным в основании низового откоса. Высота плотины 15 м (отметка гребня 650,5 м), длина по гребню 245 м, ширина по гребню 6 м. Заложение верхового откоса 1:3; 1:3,5, низового откоса 1:2; 1;2,5. Верховой откос и гребень плотины покрыты песчано-галечным слоем и укреплены мощением булыжника. Низовой откос укреплён одерновкой.
БСР соединён с напорным бассейном перепускным тоннелем с горизонтальным дном (отметка дна 631,1 м), проложенным в глинах и частично в песчано-галечных отложениях. Тоннель имеет коробовое сечение с размерами 5,1 × 5,1 м, максимальные расходы воды составляют от 11,66 до 15,35 м³/с в разные стороны. Длина тоннеля составляет 234 м, у входа в тоннель расположен шлюз-регулятор с двумя плоскими затворами размером 2,55 × 3 м каждый.
Напорный бассейн служит для сопряжения деривации с напорными трубопроводами, расположен на древней террасе реки Баксан, в аллювиальных галечниках. Заполнение водой напорного бассейна осуществляется из деривации, с которой он сопрягается при помощи подводящего канала длиной 90 м, расположенного в глубокой (до 20 м) выемке, разработанной в суглинисто-глинистых грунтах, подстилаемых на глубине 1—2 м под дном канала галечниками. Ширина канала по дну 2,0 м, максимальная глубина воды 4,8 м, уклон дна 0,0002. Дно и откосы канала облицованы железобетоном. Собственно напорный бассейн представляет собой уширенную часть подводящего канала, углублённую около водоприёмных сооружений. Площадь напорного бассейна при НПУ составляет порядка 2500 м², полный объём 10 000 м³. Отметка НПУ бассейна 647,2 м, отметка УМО — 645 м; таким образом, глубина сработки воды в бассейне составляет 2,2 м. Крепление подводной части бассейна выполнено из монолитного железобетона.
Для сброса воды из напорного бассейна мимо ГЭС при внезапной остановке всех турбин служит холостой водосброс пропускной способностью 35 м³/сек. Также холостой водосброс используется для сброса промывных расходов (до 20 м³/с), сброса льда и шуги из напорного бассейна, опорожнения БСР, отвода дренажных вод и удаления мусора. Водозаборные сооружения холостого водосброса представляют собой саморегулирующийся водослив подковообразной формы, длиной по гребню 37,75 м, из которого вода попадает в открытый лоток шириной 5,6 м, протрассированный по склону с левой стороны от турбинных водоводов и здания ГЭС. Водослив сопрягается с водоприемником турбинных водоводов с правой стороны, образуя вместе с ним единый напорный фронт. За водосливом, на начальном участке длиной 20 м, лоток выполнен с небольшим уклоном, составляющим 0,008. Далее лоток переходит в верхний водобойный колодец шириной 5,6 м и длиной 22,75 м, за которым на расстоянии 25,27 м начинается быстроток лотка, заканчивающийся водобойным колодцем комбинированного типа, шириной 8,5 м и длиной 36 м, с высотой водобойной стенки 2,5 м. С отводящим каналом холостой водосброс соединяется с помощью трёхступенчатого перепада общим падением 4,0 м. Общее падение холостого водосброса 93,7 м, уклон дна 1:1,5, длина 300 м, напор на водосливе при расчётном расходе 0,6 м. Для сброса шуги со стороны верхнего бьефа холостого водосброса устроен шугосброс (напор над порогом 3 м), оборудованный комплектом шандор пролётом 3,33 м, общей высотой 3,0 м. Также имеется затвор промывника размером 2,7х1,7 м.
Из напорного бассейна через водоприёмник с тремя аварийно-ремонтными затворами размерами 2,24×1,93 м вода подаётся в три металлических напорных трубопровода диаметром 1,8 м и длиной 190 м каждый, сопрягающихся со зданием ГЭС. В основании напорных трубопроводов и холостого водосброса залегают в верхней части — аллювиальные галечники, в нижней — туфовые гравийно-галечные грунты (туфоконгломераты и туфогравелиты). Здание ГЭС расположено на северной окраине села Атажукино. Машинный зал здания ГЭС имеет длину 22,5 м и ширину 10 м, расстояние между осями агрегатов 7,5 м.
Отработавшая на гидроагрегатах вода сбрасывается в отводящий канал и далее в реку Баксан. Длина отводящего канала, проложенного в аллювиальных отложениях, — 260 м, ширина по дну 8,5 м, заложение откосов 1:1,5, уклон 0,0005, максимальная глубина воды в канале 4,45 м. Дно и подводные откосы канала облицованы железобетонными плитами толщиной 0,2 м, бермы и надводные откосы укреплены мощением. У выхода в реку канал имеет повышенный порог (около 1,0 м над дном канала).
В здании ГЭС установлены три вертикальных гидроагрегата с радиально-осевыми турбинами РО-110-В-130, работающими на расчётном напоре 88,53 м. Турбины приводят в действие гидрогенераторы СВ 316/75-12 УХЛ4 мощностью по 7 МВт. Перед турбинами установлены шаровые затворы. Производитель гидроагрегатов и затворов — концерн «Силовые машины».
Генераторы выдают электроэнергию с напряжением 6,6 кВ, которое повышается до 110 кВ с помощью трёх блочных трансформаторов ТДН-16000/110-УХП1. Электроэнергия выдаётся с ГЭС в энергосистему с комплектного распределительнго устройства элегазового (КРУЭ) 110 кВ (до реконструкции использовалось открытое распределительное устройство), по следующим линиям электропередач 110 кВ:
- Баксанская ГЭС — ПС Залукокоаже (Л-210);
- Баксанская ГЭС — ПС Малка (Л-211);
- Баксанская ГЭС — ПС Водозабор (Л-243);
- Баксанская ГЭС — ПС Баксан-330 (Л-37);
- Баксанская ГЭС — ПС Кызбурун-110 (Л-3);
- Баксанская ГЭС — ПС ЦРУ (Л-4) с отпайкой на ПС Гунделен.

Сооружения и оборудование Баксанской ГЭС
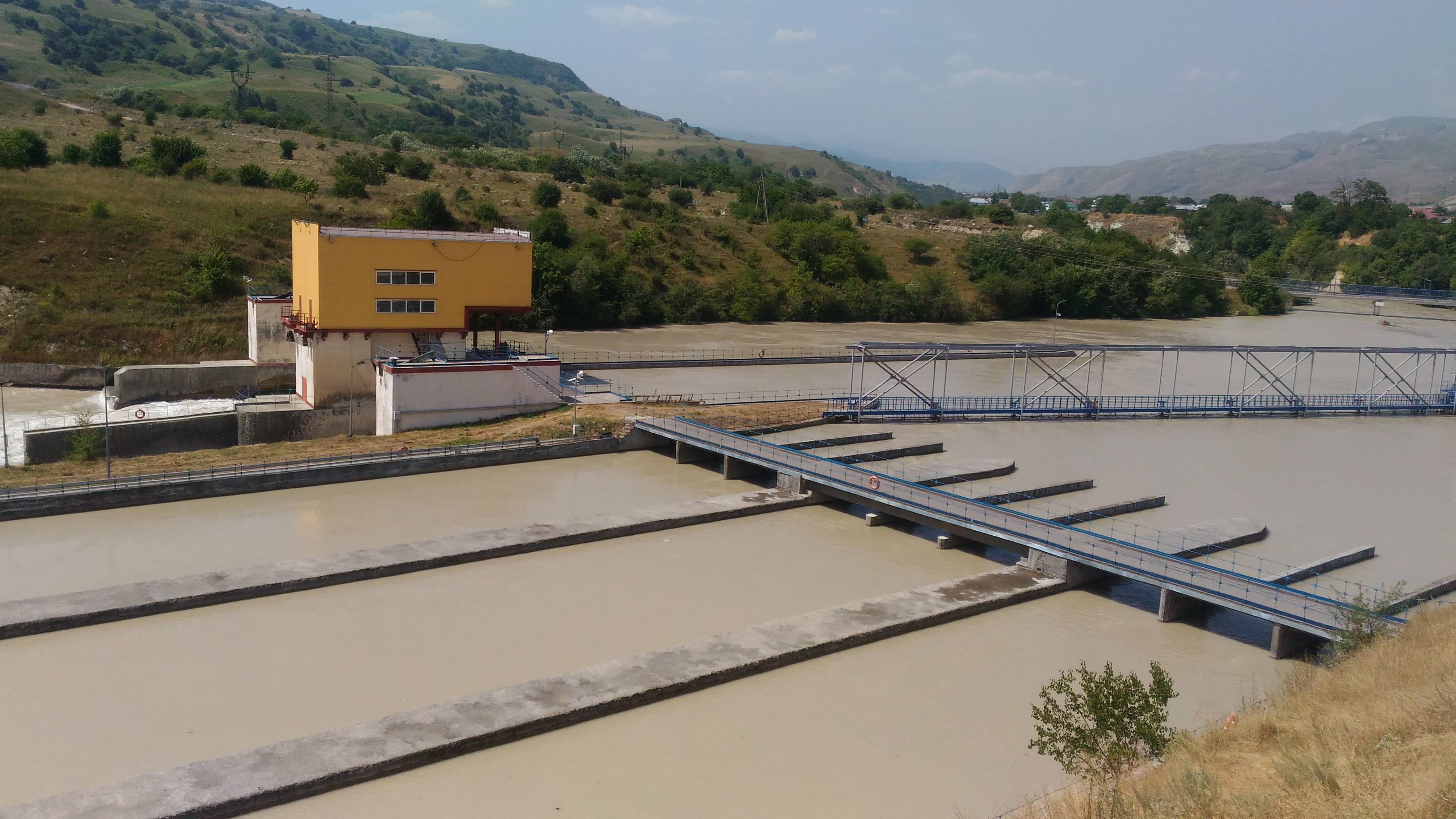
Водосбросная плотина и отстойник
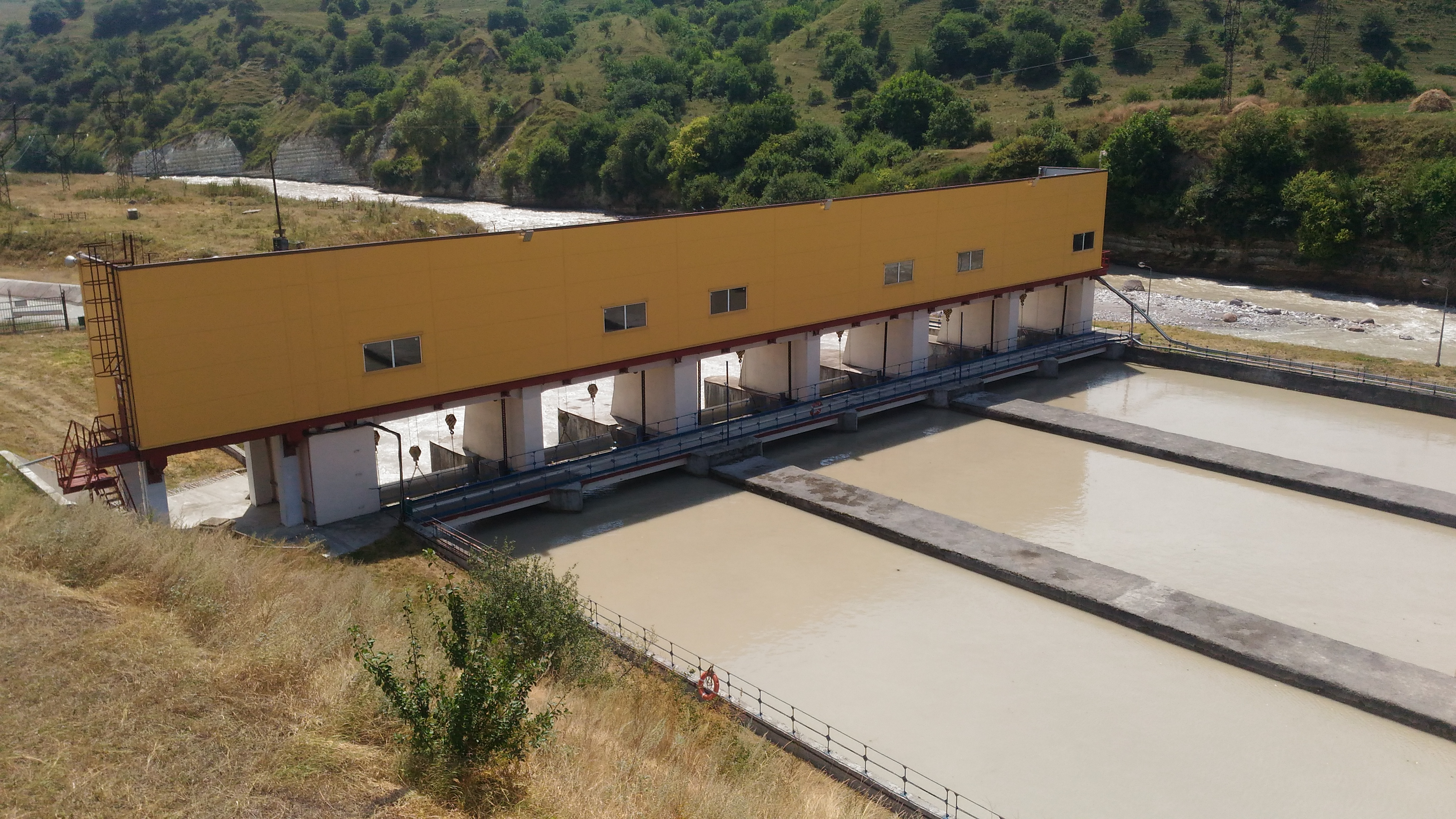
Шлюз-регулятор
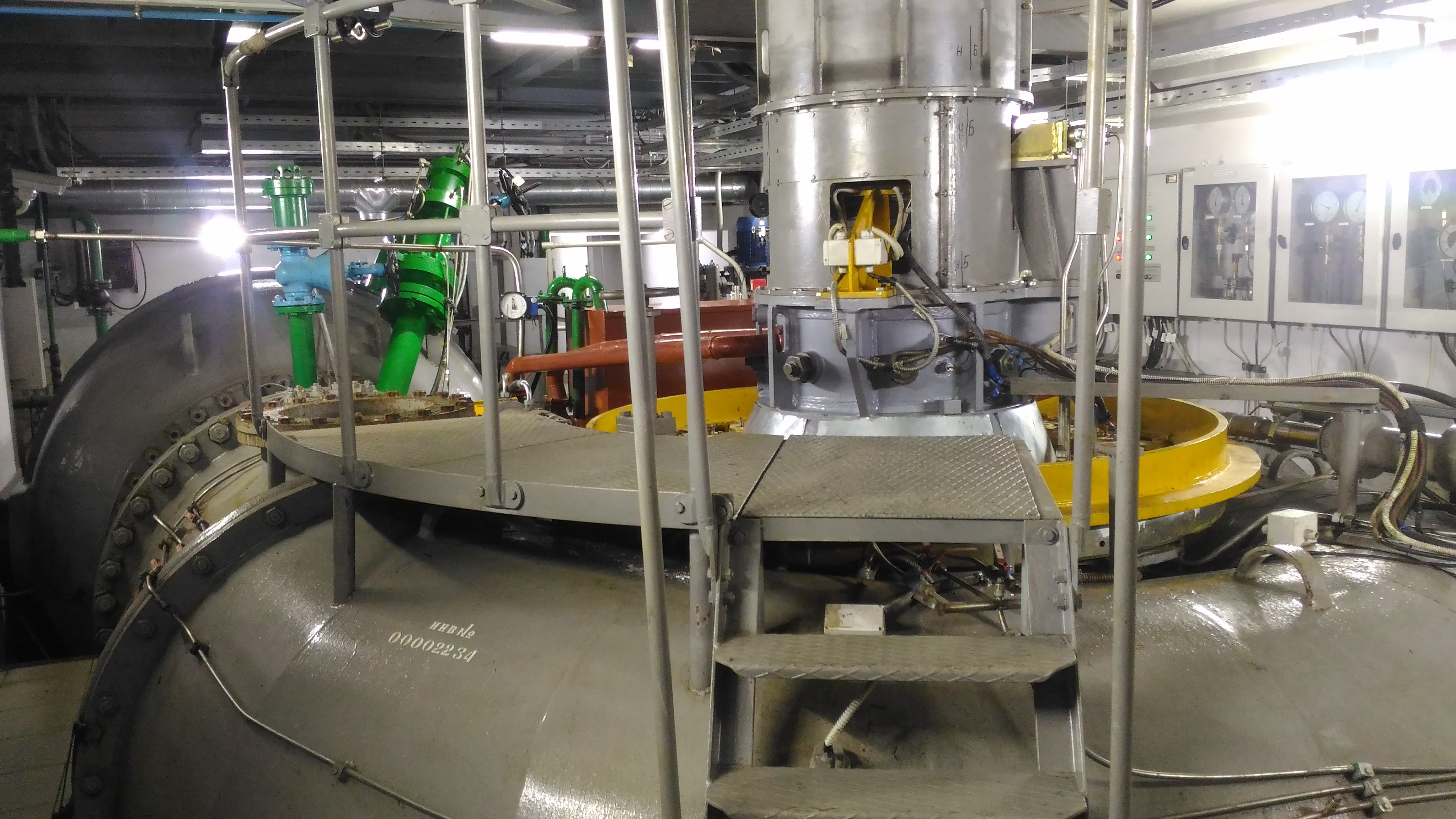
Спиральная камера и шаровой затвор
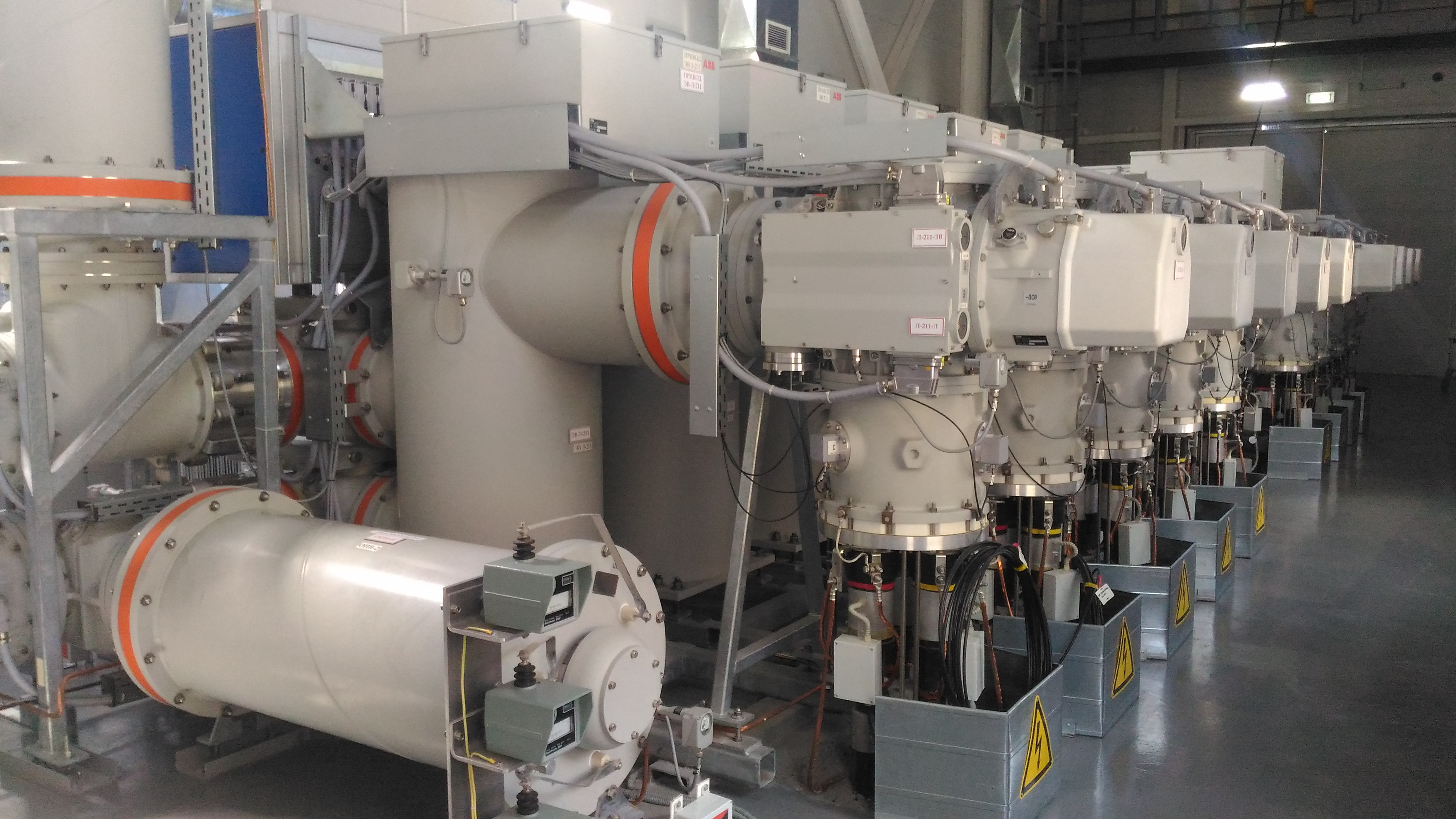
КРУЭ-110 кВ

## История создания
Первые упоминания о возможности использования реки Баксан для производства электроэнергии относятся к 1900 году. В 1911 году инженер Ляпушинский создал эскизный проект гидроэлектростанции на Баксане с целью электрификации Владикавказской железной дороги. Однако до Октябрьской революции гидроэлектростанций на Баксане, как и вообще в Кабардино-Балкарии, построено не было. В 1918 году была организована первая экспедиция в верховья рек Баксан, Кубань и Малка с целью изыскательских работ по выбору створов для сооружения ГЭС. Руководил экспедицией инженер Е. Н. Кутейников, погибший 8 сентября 1918 года при нападении на экспедицию местных банд. 14 декабря 1926 года Постановлением СНК СССР был утверждён уточнённый план ГОЭЛРО, предусматривавший строительство Баксанской ГЭС. Изыскательские работы в районе строительства Баксанской ГЭС были проведены в 1928 году. Разработанный проект гидроэлектростанции был доработан специальной комиссией под руководством профессора Графова, являвшегося одним из руководителей строительства Волховской ГЭС, в проектировании ГЭС принимали участие Государственный трест по проектированию гидроэлектрических станций «Гидроэлектропроект» и институт «Ленгидропроект». Титул на строительство Баксанской ГЭС был утверждён 26 ноября 1929 года, новая гидроэлектростанция должна была обеспечить электроснабжение различных потребителей в Кабардино-Балкарии, городов Кавказских Минеральных Вод и железнодорожных веток Минеральные Воды — Кисловодск, Минеральные Воды — Железноводск. Подготовительные работы по строительству ГЭС были развёрнуты с апреля 1930 года. Для строительства ГЭС была образована специальная организация — Управление по постройке государственной районной гидроэлектростанции на реке Баксан «Баксанстрой». Строительство станции посещал член политбюро ЦК ВКП(б), нарком тяжёлой промышленности СССР Г. К. Орджоникидзе.
Строительство сооружений станции велось с широким использованием ручного труда, помимо местного населения ГЭС строили сотни специалистов со всей страны, в том числе строители ДнепроГЭСа, московские метростроевцы, шахтёры Донбасса. Руководили строительством станции А. В. Винтер, М. С. Рубин, В. А. Писарев, Е. Г. Ваинруб.
Первый гидроагрегат Баксанской ГЭС (станционный № 3) был пущен 20 сентября 1936 года, на полную мощность станция была выведена в 1938 году. Сметная стоимость сооружения Баксанской ГЭС составила 104,7 млн руб. в ценах 1936 года. Одновременно строились электрические сети — в 1936 году в составе «Баксанстроя» в Пятигорске было создано Управление электрическими сетями, впоследствии переименованное в «Центральные электрические сети» «Ставропольэнерго».

## Эксплуатация
25 октября 1940 года на базе Баксанской ГЭС был создан Баксанский энергокомбинат, включавший в себя помимо гидроэлектростанции Кисловодскую ТЭЦ и линии электропередач. В 1942 году, в ходе Великой Отечественной войны, немецкие войска подошли к станции. Оборудование ГЭС эвакуировать не удалось, и в ночь на 30 августа 1942 года водосбросная плотина и напорные трубопроводы ГЭС были подорваны с целью исключить возможность эксплуатации станции врагом. При этом взрывы были рассчитаны таким образом, чтобы обеспечить максимально быстрое восстановление станции после её освобождения. Немцы не смогли восстановить станцию — уже в январе 1943 года им пришлось отступить. 12 января 1943 года вместе с войсками Красной Армии на станцию вернулись энергетики, обнаружившие неутешительную картину — при отступлении немецкие войска повторно взорвали многие сооружения ГЭС, в том числе каркас здания станции, все три гидроагрегата, холостой водосброс, щит управления, распределительное устройство.
В феврале 1943 года начались работы по восстановлению Баксанской ГЭС, к которым был привлечён грузинский трест «ХрамГЭСстрой». С целью скорейшего восстановления станции на ГЭС был переброшен аналогичный по конструкции гидроагрегат с расположенной в Армении Дзорагетской ГЭС.
16 сентября 1943 года Ставропольским крайисполкомом и бюро крайкома КПСС было принято постановление «О мероприятиях по восстановлению Баксанского энергокомбината».
Уже 25 декабря 1943 года первый гидроагрегат станции (станционный № 2) был запущен в эксплуатацию, а коллектив строителей и монтажников ГЭС удостоился поздравления И. В. Сталина:

Баксанская Гидроэлектростанция.
Товарищам Гиндину, Зурабову, Цискрели. Поздравляю строителей и монтажников Баксанской гидростанции с успешным восстановлением гидротехнических сооружений и пуском в работу первой гидротурбины. Своей образцовой работой вы доказали, что трудная задача восстановления электрических станций, разрушенных немецко-фашистскими варварами, может быть решена в короткие сроки. Желаю вам дальнейших успехов в вашей работе.
И. Сталин

Гидроагрегат со станционным № 1 был восстановлен в 1945 году, № 3 — в 1947 году, гидроагрегат собственных нужд в 1948 году. В 1950—1953 годах Баксанская ГЭС была полностью автоматизирована, что позволило значительно уменьшить персонал станции. В 1955 году Управление Баксанского энергокомбината было переведено в Пятигорск, 14 октября 1957 года Баксанский энергокомбинат был переименован в Ставропольский энергокомбинат, а 14 ноября 1961 года преобразован в Районное энергетическое управление «Ставропольэнерго». До 1960 года, когда был осуществлён пуск Невинномысской ГРЭС, Баксанская ГЭС оставалась основной электростанцией Ставропольской энергосистемы. Отсутствие у ГЭС регулирующего водохранилища создавало напряжённую ситуацию с энергоснабжением в маловодный зимний период, когда приходилось отключать часть потребителей, а для обеспечения прохождения скорого поезда Москва—Кисловодск, потреблявшего из энергосистемы 4 МВт, специально накапливать воду в бассейне суточного регулирования.
В 1959 году было начато строительство Красноярской ГЭС мощностью 6000 МВт. Турбины данной ГЭС имеют мощность 500 МВт, что вдвое превышает мощность наиболее крупных из произведённых отечественной промышленностью на тот момент турбин (изготовленных для Братской ГЭС, мощностью по 250 МВт). Проектирование новых гидротурбин сопровождается испытанием их масштабных моделей в гидравлической лаборатории с целью проверки правильности выбранных проектных решений. Однако возможности лаборатории не позволяли испытывать модели с диаметром рабочего колеса более 600 мм; в связи с этим было принято решение о создании на Баксанской ГЭС (имеющей подходящий расчётный напор) стенда для испытания модели гидротурбины Красноярской ГЭС, что позволило испытать модель турбины с диаметром рабочего колеса 1000 мм. В испытательный стенд в 1962 году был переоборудован гидроагрегат № 1 Баксанской ГЭС — заменена турбина, реконструированы проточная часть гидроагрегата и отводящий канал. В результате испытаний были получены данные, необходимые для конструирования турбины Красноярской ГЭС, а также приближенные к реальности энергетические характеристики турбины. После завершения испытаний турбина с модельным рабочим колесом была оставлена в работе.
С 1962 года и до второй половины 2010 года в здании ГЭС были установлены 3 гидроагрегата с вертикальными радиально-осевыми турбинами: две РО-82-ВМ-120 (станционные № 2 и 3) и одна РО-662-ВМ-120 (станционный № 1). Гидротурбины имели диаметр рабочего колеса 1,2 м. После турбин были установлены плоский колёсный затвор размером 4,31 × 3,4 × 3,3 м (гидроагрегат № 1) и шесть плоских скользящих щитов размерами 3 × 2,6 × 2,2 м каждый (гидроагрегаты № 2 и 3, для каждого). Турбины приводили в действие гидрогенераторы ВГ-500/9500 паспортной мощностью 8,32 МВт (№ 1 и 3) и 7,5 МВт (№ 2). Максимальная мощность генераторов была несколько выше: № 1 — 9 МВт, № 2 — 8 МВт, № 3 — 8,6 МВт. Производитель турбин — Ленинградский металлический завод (ЛМЗ), гидрогенераторов — харьковские заводы «Турбоатом» (№ 1 и 3) и «Электротяжмаш» (№ 2; изначально был установлен на Дзорагетской ГЭС в Армении). Турбины агрегатов № 2 и 3 работали с 1938 года, турбина гидроагрегата № 1 была заменена в 1962 году, гидрогенераторы были изготовлены в 1933 году (№ 1) и 1936 году (№ 2 и 3), восстановлены в 1943—1947 годах. Также на ГЭС имелся гидроагрегат для собственных нужд с горизонтальной ковшовой турбиной производства ЛМЗ и генератором С-146/12 мощностью 0,12 МВт производства завода им. Калинина, демонтированный в 1959 году.
В 1987 году на базе Кабардино-Балкарских электрических сетей «Ставропольэнерго» было организовано производственное объединение энергетики и электрификации «Каб. Балкэнерго», в состав которого была передана Баксанская ГЭС. 11 декабря 1992 года было образовано ОАО «Каббалкэнерго». 3 ноября 2005 года в рамках реформы РАО «ЕЭС России» из состава ОАО «Каббалкэнерго» было выделено ОАО «Кабардино-Балкарская гидрогенерирующая компания», в состав которого вошли Баксанская, Мухольская и малая Советская ГЭС. 9 января 2008 года ОАО «Кабардино-Балкарская гидрогенерирующая компания» было ликвидировано путём присоединения к ОАО «ГидроОГК» (позднее переименованного в ОАО «РусГидро»), Баксанская ГЭС вошла в состав Кабардино-Балкарского филиала компании.

## Диверсия на Баксанской ГЭС

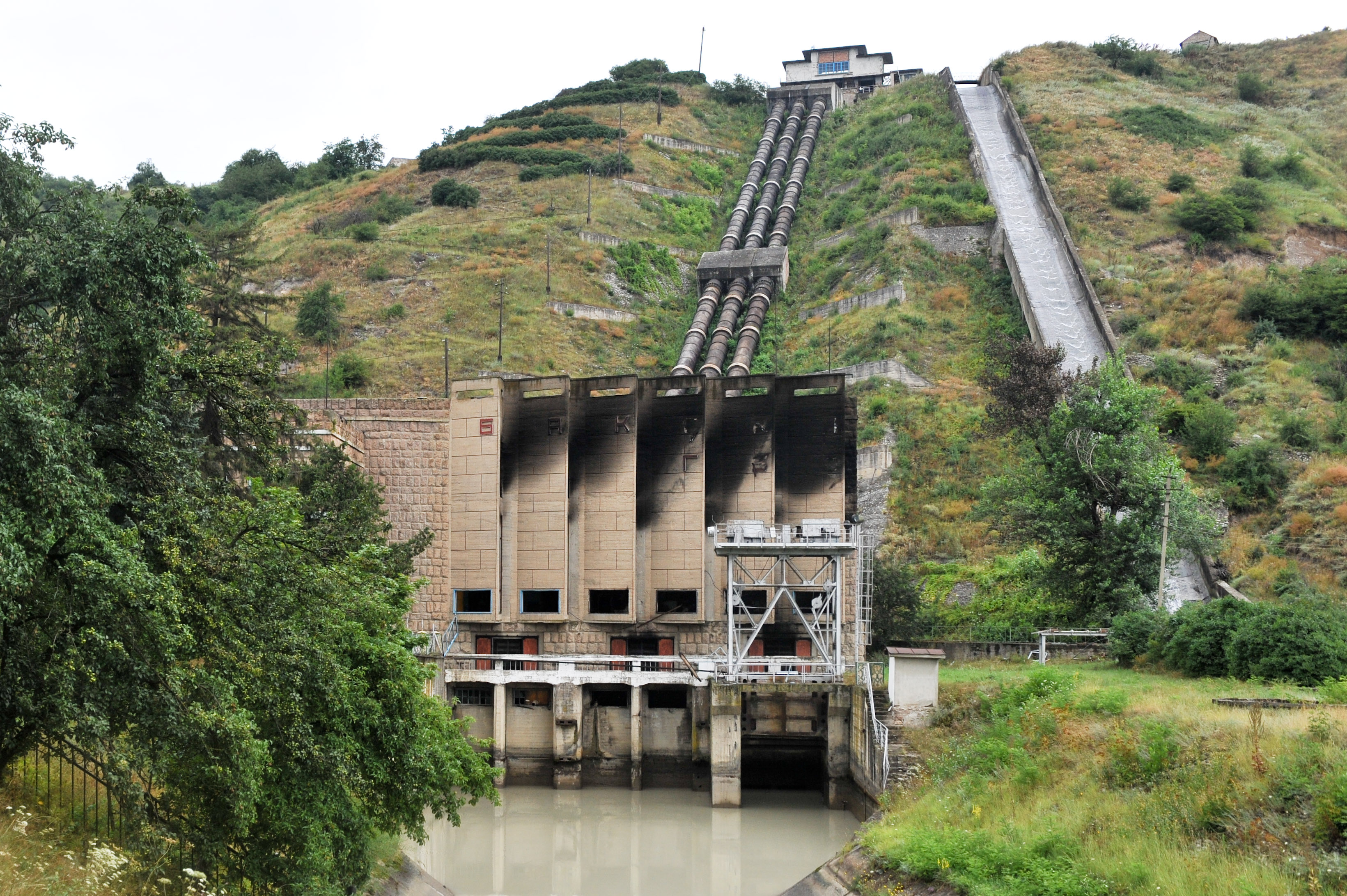
Баксанская ГЭС после диверсии 21 июля 2010 года

21 июля 2010 года на Баксанскую ГЭС было совершено нападение. Около 5:00 (здесь и далее имеется в виду московское время) группа вооружённых людей, предположительно боевиков так называемого «Баксанского джамаата», расстреляла двух охранявших станцию милиционеров и проникла на станцию, на которой, помимо охранников, находилось двое сотрудников ночной смены. Нападавшие избили и связали работников станции, после чего заложили в машинном зале и на ОРУ пять взрывных устройств и скрылись. В 5:25 в машинном зале станции произошло два взрыва, в результате которых были выведены из строя гидрогенераторы № 1 и 2, а вытекшее из разрушенного оборудования масло воспламенилось. Ещё одно взрывное устройство, размещённое на гидрогенераторе № 3, не сработало и позднее было обезврежено сапёрами. Взрывы привлекли внимание живущих неподалёку работников станции, которые освободили своих коллег, в горящем и заминированном машинном зале остановили работающий гидроагрегат № 3, перекрыли деривационный канал ГЭС и открыли холостой водосброс. В 5:50 произошло ещё два взрыва на ОРУ, в результате которых было выведено из строя два масляных выключателя. На станцию прибыли сотрудники правоохранительных органов и пожарные. После проведения разведки территории и разминирования станции началось тушение пожара, завершившееся к 9:00. В результате взрывов станция была отключена от энергосистемы, что тем не менее не привело к ограничениям в энергоснабжении, поскольку автоматически были задействованы резервные источники. В результате взрывов и пожара выведены из строя два гидроагрегата № 1 и 2 (генераторы, система возбуждения, система управления), две маслонаполненные установки гидроагрегатов, электрощит собственных нужд, два масляных выключателя типа МКП-110 на ОРУ 110 кВ. Нападение на Баксанскую ГЭС следственными органами было квалифицировано как диверсия. 26 октября 2010 года Следственный комитет при прокуратуре заявил о раскрытии данного преступления, а также об уничтожении и задержании некоторых его участников.
Первоочередные работы по восстановлению станции были начаты сразу после завершения следственных мероприятий. Уже 21 июля было частично восстановлено электропитание собственных нужд станции. 11 августа 2010 года был завершён ремонт повреждённых масляных выключателей на ОРУ 110 кВ. Генераторы агрегатов № 1 и 2 получили значительные повреждения, восстановлению не подлежали и были демонтированы. Гидроагрегат № 3, получивший некоторые повреждения в ходе пожара и его тушения, был восстановлен и включён в сеть 29 октября 2010 года.
Общий ущерб станции, причинённый в результате нападения, «РусГидро» оценила в 800 млн руб. В июле 2011 года компания получила от страховщика «Капитал Страхование» промежуточное страховое возмещение по данному страховому случаю в сумме 358 млн руб.

## Реконструкция Баксанской ГЭС

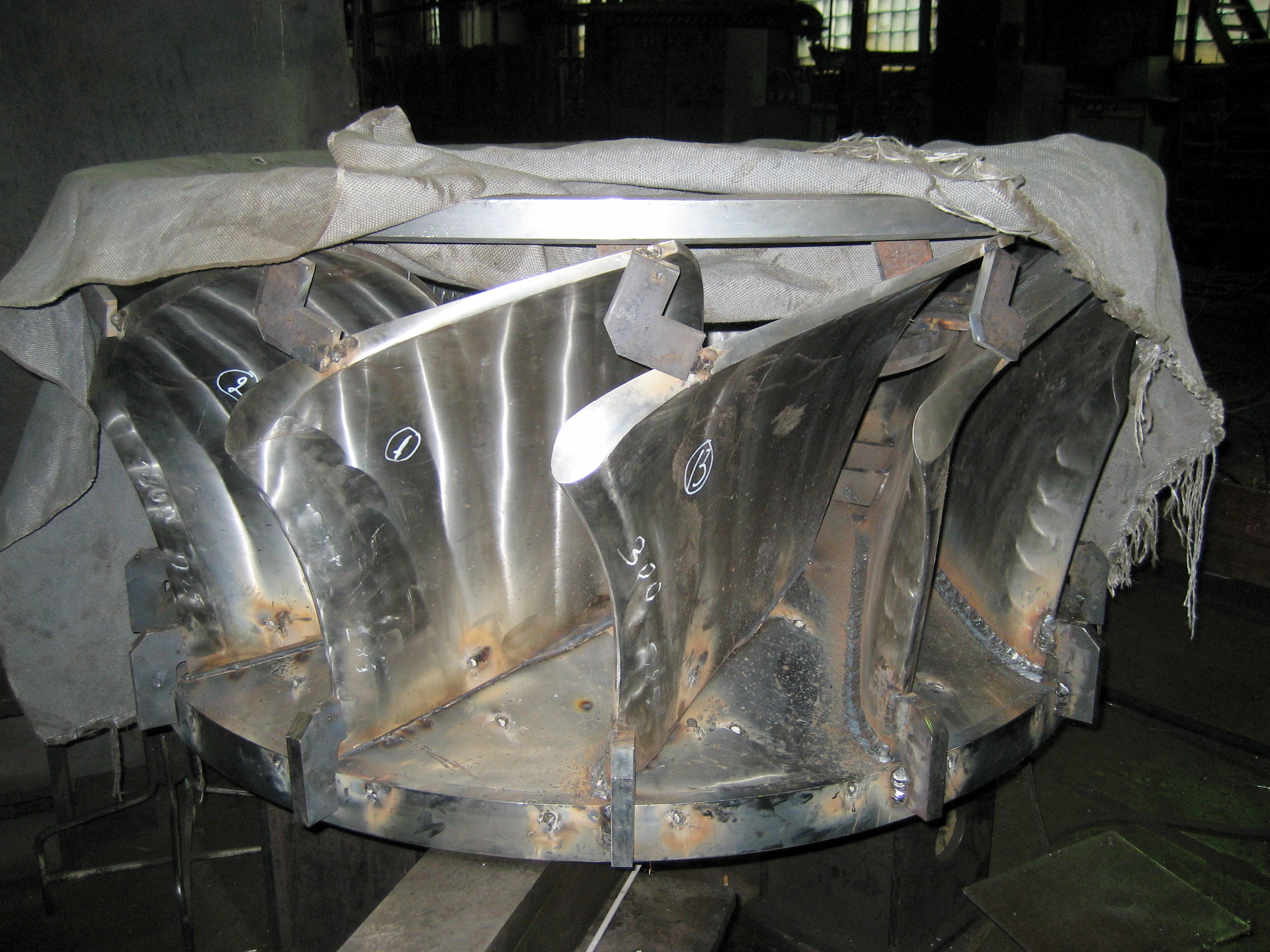
Рабочее колесо Баксанской ГЭС, изготавливаемое на Ленинградском металлическом заводе

К концу 1980-х годов оборудование Баксанской ГЭС физически и морально устарело, вследствие чего в 1987 году приказом Министерства энергетики СССР станция была включена в перечень объектов энергетики, подлежащих реконструкции, а институтом «Мособлгидропроект» были начаты проектные проработки по данной тематике. В частности, рассматривалась возможность увеличения мощности станции, лимитировавшейся ограниченной пропускной способностью тоннельного комплекса № 3; для решения данной проблемы было запроектировано строительство тоннеля № 4 (с шлюзом-регулятором) от начала тоннеля № 3 до БСР (позднее от сооружения этого тоннеля было решено отказаться).
Вследствие отсутствия средств работы по замене оборудования были начаты лишь к концу 2000-х годов, за исключением произведённой в 1996—1997 годах замены силовых трансформаторов. К 2010 году гидросиловое, гидромеханическое и электротехническое оборудование отработало 60—70 лет, значительно превысив нормативные сроки эксплуатации. В плохом состоянии находилась и часть основных сооружений — вследствие попадания в деривационный тракт камней железобетонная обделка тоннелей и лотков акведуков имели многочисленные повреждения с обнажением арматуры. Все три акведука находились в аварийном состоянии. Отстойник ГЭС не справлялся с очисткой воды от небольших (менее 0,2 мм) твёрдых частиц, в значительном количестве перемещаемых рекой после пуска Тырныаузского горно-обогатительного комбината в 1959 году и вызывающих активное истирание напорных трубопроводов и ускоренный износ турбин (за год через турбины ГЭС проходит около 5850 тонн наносов). На сооружениях головного и станционного узлов были выявлены признаки старения железобетонных и бутобетонных конструкций, образование трещин и повреждений в зоне переменного уровня воды. Железобетонная облицовка деривационного канала имела признаки старения, наблюдались локальные просадки плит крепления канала. Селедуки, боковые аварийные водосбросы, шугосбросы на деривационном канале были неработоспособны по причине разрушения отводящих трактов в реку Баксан. Как показал опыт эксплуатации, имеющиеся сооружения не вполне справлялись с работой в зимний период, когда река несёт большое количество шуги; в частности, в 1949 году из-за образования ледяных пробок по всей трассе деривации Баксанскую ГЭС пришлось останавливать для очистки деривации, причём после проведённой очистки и пуска станции оставшийся битый лёд вызвал подъём уровня воды в канале и перелив через защитную дамбу. Ситуация осложняется расположением головного узла на излучине реки, что приводит к усиленному отложению наносов у правого берега и формированию заторов во время мощных шугоходов. Имеющийся на головном узле шугосброс оказался неэффективным. Анкерные опоры напорных водоводов, расположенные на склоне, сложенном слабосцементированными грунтами, имели смещения.
С 2007 года проводились конкурсные процедуры по выбору подрядчиков на проведение проектных работ по замене и реконструкции отдельных элементов станции — гидроагрегатов, грузоподъёмных механизмов и затворов головного и напорного узлов, напорных трубопроводов, ОРУ 110 кВ. В 2010—2011 годах планировалось заменить электрооборудование собственных нужд ГЭС. К 2015 году работы по модернизации Баксанской ГЭС, включающие в себя замену всего устаревшего оборудования станции и реконструкцию сооружений, должны были быть завершены.
После подрыва части оборудования станции в результате диверсии 21 июля 2010 года было запланировано проведение полной реконструкции станции в течение 2—2,5 лет. Согласно инвестиционной программе ОАО «РусГидро», в 2011—2012 годах на восстановление и реконструкцию станции планировалось выделить 1298 млн руб. Средства были выделены из федерального бюджета через дополнительную эмиссию акций ОАО «РусГидро». На этапе проектирования рассматривалась возможность увеличения мощности до 30 МВт).
1 марта 2011 года третий гидроагрегат Баксанской ГЭС остановлен, и начаты работы по его демонтажу. 22 декабря 2012 года состоялся торжественный пуск полностью восстановленной и реконструированной Баксанской ГЭС. В ходе реконструкции было полностью заменено всё гидросиловое оборудование (турбины и генераторы), гидромеханическое оборудование (затворы головного и напорно-станционного узла и их приводы), крановое оборудование, электротехническое оборудование, релейная защита и автоматика. Вместо открытого распределительного устройства смонтировано первое на Северном Кавказе КРУЭ 110 кВ. Смонтированы новые напорные водоводы и все три акведука. Капитально отремонтированы все гидротехнические сооружения, в ряде случаев с разбором старых конструкций и монтажом новых: головной узел, деривационный канал (на значительной части длины канала смонтирована новая облицовка), тоннели, напорный бассейн и водоприёмник, холостой водосброс, отводящий канал. Здание ГЭС полностью перестроено (фактически построено заново) с сохранением исторического внешнего облика. Создана современная комплексная система безопасности. Стоимость восстановления и реконструкции составила не менее 2,9 млрд руб.
В феврале 2018 года были начаты работы по реконструкции водоприёмника напорного узла, в ходе которых водоприёмник был построен заново — старые бетонные конструкции были полностью демонтированы. Работы были завершены в 2019 году. На период 2021—2022 годов запланирована замена силовых трансформаторов, а также реконструкция гидротехнических сооружений по трассе деривации.